# Oireachtas
Der Oireachtas [ˈɛɾʲəxt̪əs] (mit irischem Artikel an tOireachtas [ən̪ ˈt̪ɛɾʲəxt̪əs], gelegentlich auch Oireachtas Éireann) ist das nationale Parlament der Republik Irland. Es setzt sich aus dem Präsidenten von Irland und zwei Kammern, dem Dáil Éireann (Unterhaus) und dem Seanad Éireann (Senat, auch Oberhaus), zusammen. Der Dáil hat dabei die weitergehenden Machtbefugnisse. Beide Kammern des Oireachtas haben ihren Sitz im Leinster House in Dublin.

## Machtbefugnisse
Bevor ein Gesetz in Kraft tritt, muss es theoretisch vom Dáil und dem Seanad verabschiedet und dann vom Präsidenten unterschrieben werden. Der Dáil ist jedoch die maßgebende Instanz in der irischen Gesetzgebung, da der Präsident normalerweise verpflichtet ist, jedes Gesetz, das von beiden Kammern des Oireachtas verabschiedet wurde, zu unterzeichnen, und der Seanad normalerweise ein Gesetz nur verzögern, es aber nicht verhindern kann.
Die Verfassung von Irland gibt dem Oireachtas die ausschließlichen Rechte zur
- Gesetzgebung, einschließlich des Etats (die Gesetzgebung kann an untergeordnete Instanzen abgetreten werden, dies ist jedoch noch nicht passiert)
- Vorschlagung von Verfassungsänderungen, die jedoch erst durch eine Volksabstimmung bestätigt werden müssen
- Aufstellung einer Armee
- Umsetzung von internationalen Verträgen in irisches Recht
- Verabschiedung von Gesetzen mit extra-territorialen Auswirkungen (in Übereinstimmung mit ähnlichen Praxen in anderen Staaten)
- Verordnung von Notstandsgesetzen, wenn ein Ausnahmezustand ausgerufen wurde

Die Machtbefugnisse des Oireachtas werden jedoch durch die folgenden Regelungen beschnitten:
- Gesetze sind ungültig, wenn sie verfassungswidrig sind.
- EU-Gesetze sind gegenüber Gesetzen des Oireachtas vorrangig.
- Taten dürfen nicht rückwirkend kriminalisiert werden.
- Gesetze zur Wiedereinführung der Todesstrafe sind illegal, auch während eines Ausnahmezustands.
- Die Gesetze des Oireachtas sind unter Artikel 2 und 3 der Verfassung nur für die 26 Grafschaften der Republik Irland gültig und nicht für Nordirland.

## Geschichte
Das Wort Oireachtas kommt aus dem Irischen, ursprünglich eine beratende Versammlung freier Männer. Es ist der Name für zwei Parlamente in der irischen Geschichte: dem Parlament für die Republik Irland seit 1937 und dem Parlament des Irischen Freistaates (1922–1937).
Das erste Parlament Irlands existierte als „Parlament von Irland“ bis 1801. Sein Geltungsbereich umfasste die gesamte irische Insel, war aber – mehr oder weniger – dem englischen und späteren britischen Parlament untergeordnet. Es bestand aus dem König von Irland, dem House of Lords (Adelskammer) und dem House of Commons (Volkskammer). Im Jahre 1801, mit dem Act of Union, schaffte es sich selbst ab.
Die nächste Gesetzgebung in Irland entstand erst wieder 1919: Ein außer-legales Parlament mit nur einer Kammer, bekannt als Dáil Éireann (etwa: Versammlung von Irland). Gebildet wurde es von irischen Nationalisten. Während der erste Dáil offiziell gesetzgebende Gewalt für ganz Irland war, bildete die britische Regierung 1920 ein weiteres Parlament: das „Parlament Südirlands“. Dieses wurde jedoch von den irischen Nationalisten boykottiert und konnte somit nie seine volle Macht entfalten.
Gebildet wurde es von dem britischen König, der „Volkskammer Südirlands“ (House of Commons of Southern Ireland) und dem Senat (Senate of Southern Ireland). Abgeschafft wurde es 1922 mit der Verfassung des Irischen Freistaates und dem damit verbundenen Aufbau der Oireachtas. Das Frauenwahlrecht führte Irland 1922 ein.
Der Oireachtas des irischen Freistaates bestand offiziell aus dem König von Irland und zwei Kammern, die – wie ihre Nachfolger – Dáil Éireann und Seanad Éireann genannt wurden; der Senat wurde jedoch 1935 abgeschafft.
Der moderne Oireachtas entstand 1937 mit der Anpassung der Verfassung von Irland.